# Wapen van Bronckhorst

Wapen van Bronckhorst

Het wapen van Bronckhorst is het wapen van de gemeente Bronckhorst, bestaande uit een rood schild met daarop de zilveren leeuw van het geslacht Van Bronckhorst op. De beschrijving luidt:
"In keel een leeuw van zilver, getongd, genageld en gekroond van goud, het schild gedekt met een gouden kroon van drie bladeren en twee parels."

## Geschiedenis
In het Wapenboek Gelre staat de vroegst bekende afbeelding van het wapen afgebeeld, van Willem IV van Bronckhorst (1316-1356). Opmerkelijk is de leeuw op dit wapen. De leeuw wijkt qua kleurgebruik af van de overige Gelderse leeuwen die op wapens voorkomen, waar tot heden nog geen afdoende verklaring voor is. Het huidige gemeentewapen heeft als verschil met het familiewapen een verandering in de staart gekregen. De staart in het gemeentewapen staat omhoog, terwijl de staart in het familiewapen naar beneden wijst. In maart 2006 werd bij Koninklijk Besluit het wapen verleend aan de gemeente Bronckhorst.

## Verwante wapens

Geslachtswapen, wapenboek Gelre
Wapen van Lichtenvoorde
Polderdistrict IJsselland

## Bron
- Gemeentewapen Bronckhorst : bronckhorst.nl[dode link]

Aalten · 
Apeldoorn · 
Arnhem · 
Barneveld · 
Berg en Dal · 
Berkelland · 
Beuningen · 
Bronckhorst · 
Brummen · 
Buren · 
Culemborg · 
Doesburg · 
Doetinchem · 
Druten · 
Duiven · 
Ede · 
Elburg · 
Epe · 
Ermelo · 
Harderwijk · 
Hattem · 
Heerde · 
Heumen · 
Lingewaard · 
Lochem · 
Maasdriel · 
Montferland · 
Neder-Betuwe · 
Nijkerk · 
Nijmegen · 
Nunspeet · 
Oldebroek · 
Oost Gelre · 
Oude IJsselstreek · 
Overbetuwe · 
Putten · 
Renkum · 
Rheden · 
Rozendaal · 
Scherpenzeel · 
Tiel · 
Voorst · 
Wageningen · 
West Betuwe · 
West Maas en Waal · 
Westervoort · 
Wijchen · 
Winterswijk · 
Zaltbommel · 
Zevenaar · 
Zutphen